# Leucauge argyrobapta
Leucauge argyrobapta är en spindelart som först beskrevs av White 1841.  Leucauge argyrobapta ingår i släktet Leucauge och familjen käkspindlar. Inga underarter finns listade i Catalogue of Life.